# Saint-Aubin (Essonne)
Saint-Aubin és un municipi francès, situat al departament de l'Essonne i a la regió de Illa de França. L'any 2007 tenia 641 habitants.
Forma part del cantó de Gif-sur-Yvette i districte de Palaiseau. I des del 2016 de la Comunitat d'aglomeració París-Saclay.

## Demografia

### Població
El 2007 la població de fet de Saint-Aubin era de 641 persones. Hi havia 244 famílies, de les quals 52 eren unipersonals (24 homes vivint sols i 28 dones vivint soles), 76 parelles sense fills, 96 parelles amb fills i 20 famílies monoparentals amb fills.
La població ha evolucionat segons el següent gràfic:
Habitants censats

### Habitatges
El 2007 hi havia 265 habitatges, 249 eren l'habitatge principal de la família, 5 eren segones residències i 11 estaven desocupats. 226 eren cases i 38 eren apartaments. Dels 249 habitatges principals, 202 estaven ocupats pels seus propietaris, 41 estaven llogats i ocupats pels llogaters i 6 estaven cedits a títol gratuït; 18 tenien una cambra, 10 en tenien dues, 12 en tenien tres, 31 en tenien quatre i 178 en tenien cinc o més. 219 habitatges disposaven pel capbaix d'una plaça de pàrquing. A 71 habitatges hi havia un automòbil i a 172 n'hi havia dos o més.

### Piràmide de població
La piràmide de població per edats i sexe el 2009 era:
| Homes | Edats   | Dones |
| ----- | ------- | ----- |
| 0     | 95 o +  | 0     |
| 4     | 90 a 94 | 0     |
| 4     | 85 a 89 | 0     |
| 0     | 80 a 84 | 4     |
| 4     | 75 a 79 | 0     |
| 12    | 70 a 74 | 8     |
| 8     | 65 a 69 | 8     |
| 8     | 60 a 64 | 12    |
| 32    | 55 a 59 | 12    |
| 44    | 50 a 54 | 44    |
| 48    | 45 a 49 | 40    |
| 20    | 40 a 44 | 40    |
| 8     | 35 a 39 | 16    |
| 28    | 30 a 34 | 8     |
| 20    | 25 a 29 | 32    |
| 24    | 20 a 24 | 20    |
| 44    | 15 a 19 | 48    |
| 12    | 10 a 14 | 40    |
| 28    | 5 a 9   | 0     |
| 12    | 0 a 4   | 8     |

## Economia
El 2007 la població en edat de treballar era de 473 persones, 356 eren actives i 117 eren inactives. De les 356 persones actives 329 estaven ocupades (174 homes i 155 dones) i 27 estaven aturades (15 homes i 12 dones). De les 117 persones inactives 37 estaven jubilades, 55 estaven estudiant i 25 estaven classificades com a «altres inactius».

### Ingressos
El 2009 a Saint-Aubin hi havia 276 unitats fiscals que integraven 742,5 persones, la mediana anual d'ingressos fiscals per persona era de 35.495 €.

### Activitats econòmiques
Dels 96 establiments que hi havia el 2007, 1 era d'una empresa extractiva, 4 d'empreses de fabricació de material elèctric, 4 d'empreses de fabricació d'altres productes industrials, 5 d'empreses de construcció, 23 d'empreses de comerç i reparació d'automòbils, 1 d'una empresa de transport, 5 d'empreses d'hostatgeria i restauració, 12 d'empreses d'informació i comunicació, 7 d'empreses financeres, 1 d'una empresa immobiliària, 25 d'empreses de serveis, 3 d'entitats de l'administració pública i 5 d'empreses classificades com a «altres activitats de serveis».
Dels 9 establiments de servei als particulars que hi havia el 2009, 1 era un paleta, 1 fusteria, 1 electricista, 2 empreses de construcció, 3 restaurants i 1 agència immobiliària.
Dels 2 establiments comercials que hi havia el 2009, 1 era una botiga d'electrodomèstics i 1 una joieria.

## Equipaments sanitaris i escolars
El 2009 hi havia una escola maternal.

## Poblacions més properes
El següent diagrama mostra les poblacions més properes.